# Kai Sauer

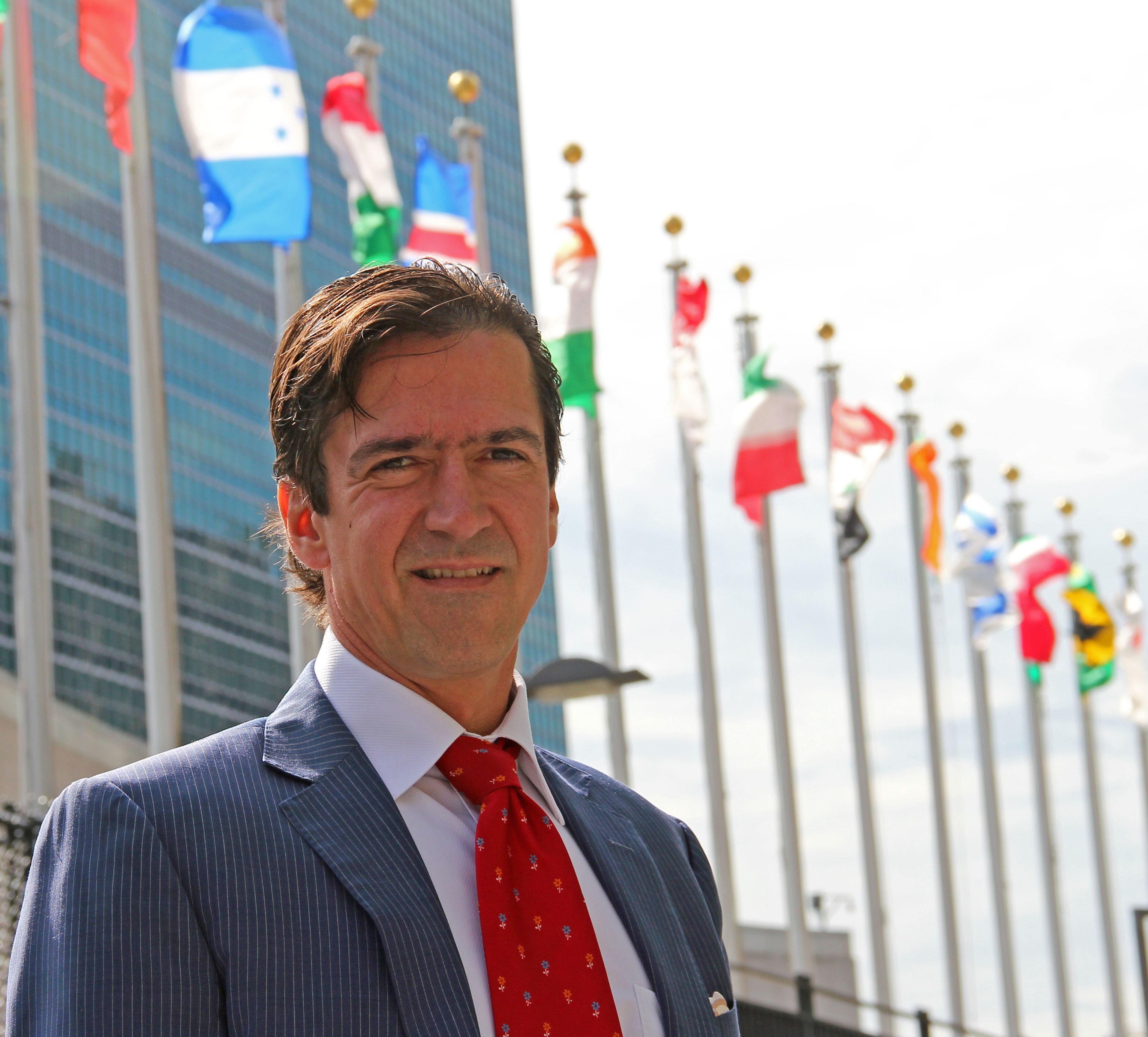
Kai Sauer 2022 vor dem UN-Gebäude in New York.

Kai Jürgen Mikael Sauer (* 3. März 1967 in Hamburg) ist ein finnischer Diplomat. Seit dem 1. September 2023 dient er als Botschafter von Finnland in Deutschland.

## Leben
Kai Sauer wurde als Sohn einer finnischen Mutter und eines deutschen Vaters in Hamburg geboren. Als er sechs Jahre alt war, zog die Familie nach Finnland, wo er auch die Schule besuchte. Später studierte in Hamburg und Berlin und erlangte an der Universität Tampere einen Master-Abschluss in Internationalen Beziehungen.
Er trat Ende der 1990er Jahre in den Dienst des Ministeriums für auswärtige Angelegenheiten Finnlands ein und war auf Posten in Kroatien, Kosovo, Österreich und den USA. Außerdem hatte er mehrere hochrangige UNO-Positionen inne. Von 2010 bis 2014 war Sauer Botschafter von Finnland in Indonesien sowie für Osttimor und ASEAN. Von 2014 bis 2019 leitete er die Ständige Vertretung Finnlands bei den Vereinten Nationen in New York. Anschließend war er von 2019 bis 2023 als Unterstaatssekretär für Außen- und Sicherheitspolitik im Ministerium für auswärtige Angelegenheiten Finnlands tätig.
Seit September 2023 ist Kai Sauer akkreditierter Botschafter von Finnland in der Bundesrepublik Deutschland.
Sauer ist verheiratet und hat zwei Kinder.

## Preise und Auszeichnungen
2019 verlieh ihm der finnische Staatspräsident das Komturkreuz des Orden des Löwen von Finnland. Sauer erhielt die Ehrendoktorwürde des Northland College, Wisconsin, USA.